# فارا فورک
فارا فورک (انگلیسی: Farrah Forke؛ زادهٔ ۱۲ ژانویهٔ ۱۹۶۸) بازیگر اهل ایالات متحده آمریکا است.
از فیلم‌ها یا برنامه‌های تلویزیونی که وی در آن نقش داشته‌است، می‌توان به مخمصه، افشاگری، گمشده در جنگل، سفر به مرکز زمین، کنترل زمین و انهدام اشاره کرد.

## مرگ
فورک در ۲۵ فوریه ۲۰۲۲ در سن ۵۴ سالگی در خانه خود در هیوستون، تگزاس درگذشت. او در سال‌های منتهی به مرگش با سرطان مبارزه می‌کرد.